# Psammomys vexillaris
Psammomys vexillaris és una espècie de mamífer rosegador de la família dels múrids. Viu des del nord-est d'Algèria fins al nord-oest de Líbia, passant pel centre de Tunísia. El seu hàbitat natural són les zones de sorra consolidada i vegetació dispersa i halòfila, particularment quenopodiàcies. És una espècie en risc mínim, és a dir, no sembla que hi hagi cap amenaça significativa per a la seva supervivència.